# Lollius latifrons
Lollius latifrons är en insektsart som beskrevs av Schmidt 1926. Lollius latifrons ingår i släktet Lollius och familjen sköldstritar. Inga underarter finns listade i Catalogue of Life.